# 胡安比尼亞斯區
胡安比尼亞斯區（西班牙語：Juan Viñas），是哥斯達黎加的一個區，位於該國東部卡塔戈省，面積41.18平方公里，海拔高度1,165米，2010年人口6,552，人口密度每平方公里159.11人。